# Mistrzostwa Polski w Boksie 1957
28. Mistrzostwa Polski w boksie mężczyzn odbyły się od 29 do 31 marca 1957 roku w Gdańsku.
Startowało 158 zawodników. Eliminacje odbyły się od 1 do 3 marca w Łodzi i Szczecinie, a ćwierćfinały, półfinały i finały w Gdańsku.

## Medaliści
| Kategoria:                        | Złoto:                                      | Srebro:                               | Brąz:                                                                   |
| waga musza (do 51 kg)             | Henryk Kukier (CWKS Warszawa)               | Janusz Liedtke (Budowlani Poznań)     | Marian Frącik (Pogoń Szczecin) Zbigniew Szczepański (Stal Kutno)        |
| waga kogucia (do 54 kg)           | Zygmunt Kunc (Brda Bydgoszcz)               | Stanisław Burzyński (Cracovia)        | Ryszard Kargier (Budowlani Łódź) Eugeniusz Przyłucki (Stal Świdnik)     |
| waga piórkowa (do 57 kg)          | Tadeusz Rozpierski (Gwardia Łódź)           | Jan Brychlik (Wawel Wirek)            | Kazimierz Boczarski (CWKS Warszawa) Bogdan Wilk (Stal Świdnik)          |
| waga lekka (do 60 kg)             | Zygmunt Milewski (CWKS Warszawa)            | Kazimierz Paździor (CWKS Warszawa)    | Stanisław Kolasiński (Stal Gorzów Wlkp.) Jan Walczak (Brda Bydgoszcz)   |
| waga lekkopółśrednia (do 63,5 kg) | Leon Kankowski (CWKS Bydgoszcz)             | Zygmunt Konarzewski (Gwardia Łódź)    | Czesław Markiewicz (Stal Gdańsk) Józef Piński (Pogoń Szczecin)          |
| waga półśrednia (do 67 kg)        | Tadeusz Nowakowski (Stal Mielec)            | Zbigniew Lewandowski (CWKS Bydgoszcz) | Ludwik Koszałkowski (Ostrovia) Jan Piński (Pogoń Szczecin)              |
| waga lekkośrednia (do 71 kg)      | Michał Łukasiewicz (Broń Radom)             | Eliasz Bartosiewicz (CWKS Bydgoszcz)  | Jerzy Szymanowski (Włókniarz Nowa Sól) Adam Żaczkiewicz (Gwardia Opole) |
| waga średnia (do 75 kg)           | Zbigniew Pietrzykowski (BBTS Bielsko-Biała) | Teofil Polleks (Gedania Gdańsk)       | Jerzy Planutis (Brda Bydgoszcz) Zbigniew Szymaniak (Skra Warszawa)      |
| waga półciężka (do 81 kg)         | Tadeusz Grzelak (Włókniarz Kalisz)          | Zbigniew Piórkowski (Włokniarz Łódź)  | Edmund Dampc (CWKS Warszawa) Leonard Michalak (Gwardia Gdańsk)          |
| waga ciężka (powyżej 81 kg)       | Władysław Jędrzejewski (Motor Łabędy)       | Józef Korolewicz (Gwardia Gdańsk)     | Zbigniew Gugniewicz (CWKS Bydgoszcz) Ryszard Mańka (Skra Warszawa)      |